# Samuel William Becker
Samuel William Becker (auch S. William Becker; * 11. Juli 1894 in Benton Harbor, Michigan; † 15. August 1964 in Hollywood, Kalifornien) war ein US-amerikanischer Dermatologe.

## Leben und Wirken
Samuel William Becker war der Sohn von Myron George Becker und Emma Mae Adams. Er besuchte die Schule in Benton Harbor und graduierte 1910 auf der Benton Harbor High School. 1912 begann er an der University of Michigan ein Undergraduate-Studium der Medizin. 1920 machte er Abschlüsse als M.A. und M.D. und heiratete die Medizinstudentin Bess Parham. 1921 bis 1923 absolvierte er seine Approbations-Ausbildung in Philadelphia am Philadelphia General Hospital. 1923 bis 1926 war er Fellow der Mayo Foundation bei John Hinchman Stokes, 1926 wurde er Fellow des National Research Council und ging für ein Jahr an die Dermatologische Klinik der Universität Zürich zu Bruno Bloch. 1927 wechselte er als Assistant Professor an die University of Chicago. 1928 machte er an der University of Minnesota den Abschluss als Master of Science und wurde 1930 in Chicago Associate Professor. 1942 verließ er die Universität (sein Nachfolger wurde Stephen Rothman) und eröffnete eine Privatpraxis in Chicago. 1955 ging er als Leiter der Dermatologie an das „Long Beach Veterans Administration Hospital“ nach Long Beach, Kalifornien. 1964 wurde er emeritierter Professor der University of Southern California.
Samuel William Becker beschrieb 1939 zusammen mit Maurice J. Reuter eine Pigmentanomalie, die als „Becker-Reuter-Syndrom“ bezeichnet wird. 1948 beschrieb er erstmals den nach ihm benannten Becker-Nävus.

## Schriften
- Ten Million Americans Have It. On syphilis. Lippincott, Philadelphia 1937, OCLC 774438903.
- mit Maurice J. Reuter: A Familial pigmentary anomaly. In: Archives of Dermatology and Syphilology. 40, 1939, S. 987–998, doi:10.1001/archderm.1939.01490060125011.
- mit Maximilian Ernest Obermayer: Modern Dermatology and Syphilology. Lippincott, Philadelphia 1947, OCLC 2404272.